# آرتور آلن
آرتور آلن (انگلیسی: Arthur Allen; ۱۰ مارس ۱۸۹۴ – ۲۵ ژانویهٔ ۱۹۵۹) فرد نظامی اهل استرالیا بود. وی همچنین برندهٔ جوایزی همچون نشان حمام و نشان امپراتوری بریتانیا شده‌است.